# Vega (Street Fighter)
Vega (có tên Balrog ở Nhật Bản) là một nhân vật trò chơi điện tử trong loạt trò chơi đối kháng nổi tiếng Street Fighter của Capcom. Trong trò chơi, Vega đến từ Tây Ban Nha và mang mặt nạ. Nhân vật này sử dụng phong cách ám sát của Nhật Bản, vì vậy còn có biệt danh là "ninja Tây Ban Nha".

## Thiết kế
Vega được thiết kế bởi Yasuda Akira. Ban đầu Vega được đặt tên là "Balrog", nhưng đội ngũ của Capcom ở Bắc Mỹ cảm thấy cái tên của trùm cuối, Vega, nghe không được ấn tượng đối với người chơi ở Bắc Mỹ. Vì vậy, Capcom đã quyết định đổi tên Balrog thành Vega ở những nước nói tiếng Anh, để nhân vật trùm cuối có thể có một cái tên mới.
Vega được thiết kế là một ninja đến từ Tây Ban Nha, luôn đeo mặt nạ và ẩn sau đó là một khuôn mặt đẹp trai. Nhân vật này mang một bộ vuốt dài ở tay phải và là một trong những số rất ít nhân vật có sử dụng vũ khí trong Street Fighter. Vega chỉ cởi mặt nạ của mình sau khi chiến thắng trong một trận đấu. Vega mặc trang phục của một người đấu bò Tây Ban Nha.

## Các trò chơi
Vega xuất hiện đầu tiên trong trò chơi Street Fighter II và nằm trong Bốn Bậc thầy lớn, không thể điều khiển. Anh trở thành nhân vật có thể điều khiển trong Street Fighter II: Champion Edition, Street Fighter Alpha 3, loạt Street Fighter EX, loạt Capcom vs. SNK và Street Fighter IV cùng Super Street Fighter IV.

## Đón nhận
IGN xếp Vega trong danh sách "Top 25 nhân vật Street Fighter của họ". Ngoài ra, anh còn đứng thứ 46 trong bài viết "47 nhân vật phản diện độc ác nhất trong trò chơi điện tử của mọi thời đại" của GamePro. Vega đứng thứ 12 trong "top 20 nhân vật Street Fighter trong mọi thời đại" của GameDaily.
Bên cạnh đó, UGO.com xếp Vega là "một trong những chi tiết vô dụng nhất trong trò chơi điện tử".